# Audi TT
Audi TT este un automobil coupe produs de către Audi la Győr în Ungaria, începând din 1998 până în 2023.

## Concept și nume
TT a fost prezentat pentru prima dată sub forma unui concept car la Frankfurt Motor Show din 1995.  Designul îi aparține lui J Mays și Freeman Thomas de la studioul de design  Volkswagen din California, iar interiorul lui Martin Smith. Numele TT nu vine de la "twin turbo" cum se presupune deseori. Automobilul este numit după NSU TT, un model mic cu motor în spate cu un pedigree de curse formidabil, produs între 1960 și bazat pe NSU Prinz, deși TT-ul modern nu are nimic în comun cu conceptul respectiv de design. NSU TT a fost, la rândul său, numit după trofeul din cursele de motociclism Isle of Man TT (Tourist Trophy).

## Design
Apariția lui TT este privit de mulți ca fiind un moment de răscruce în design-ul automobilelor. De la prezentarea sa drept concept car în 1995, și ca mașină de serie în 1998, design-ul a fost calificat de mulți ca fiind îndrăzneț, inovator și revoluționar. Deși mașina a împrumutat câteva elemente de la mașinile din trecut, per ansamblu, design-ul a fost considerat de mulți ca fiind într-adevăr unic. În ciuda liniilor sale rotunjite, design-ul nu are o aerodinamică foarte bună, — coeficientul fiind destul de mare: 0.35. Dar, cu caroseria sa distinsă, rotunjită, îndrăzneala în utilizarea aluminiului anodizat nevopsit, precum și lipsa unor bare clar definite, TT reprezintă o ruptură față de stilul tradițional care domina industria auto din acele timpuri.
Succesul și populariatea TT-ului le-a conferit multor designeri auto (precum și producătorilor auto), libertatea de a experimenta cu mai multă ușurință forme de design mai îndrăznețe. Influențele TT pot fi observate în multe elemente de design ale mai multor autoturisme lansate după TT.
TT este modelul despre care se crede că i-a făcut pe oameni să mai arunce și o a doua privire la Audi. Deja nemai fiind un producător de liga secundă din Europa, Audi devenind un competitor serios pentru BMW și Mercedes-Benz. Modelul A4-ul bazat pe noua -pe atunci-  platformă B5-platform, era substanțial îmbunătățit față de predecesorul său Audi 80; aceste două modele asigurându-i lui Audi poziția în rândul mărcilor de prestigiu.

## TT Mk1 (Type 8N, 1998–2006)
Modelul de serie (numit intern Typ 8N) a fost lansat sub forma unui coupé în septembrie 1998, urmat mai apoi de un roadster în august 1999, bazat pe platforma Volkswagen A platform utilizată pentru Volkswagen Golf, Skoda Octavia și altele. La stilizări diferea foarte puțin de concept, excepție fiind barele și adăugarea unor lunete în spatele ușilor. Din punct de vedere al mecanicii, TT folosește un motor montat transversal cu tracțiune față sau tracțiune integrală  quattro. La început disponibil cu un motor de 1.8 L turbo, cu patru clindrii în linie și 20 de valve, cu 180 sau 225 CP. Motoarele au aceeași configurare, dar motorul de 225 de CP are un turbocompresor mai mare, un intercooler adițional pe partea șoferului, două țevi de eșapament, și alte componente interne care să mărească compresia maximă turbo de la 10 psi la 15. Quattro era opțional pentru motorul mai mic, și standard pentru modelul cu motor mai puternic.

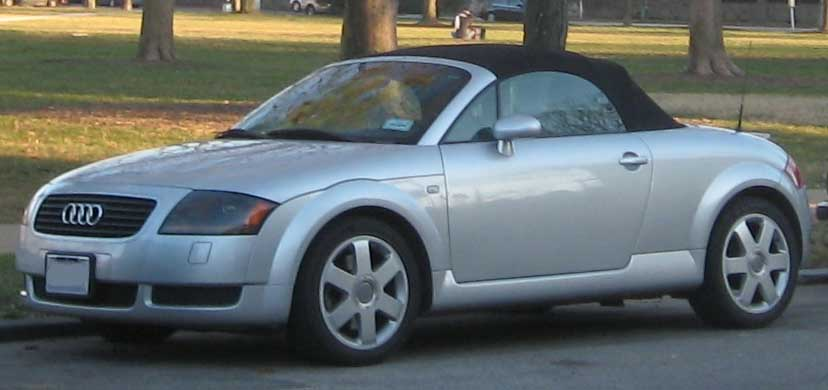
Audi TT Roadster

Toate modelele TT au fost rechemate la sfârșitul anului 1999/început anului 2000, după apariția unor suspiciuni asupra comportamentului mașinii, care era considerată a fi instabilă la viraje luate cu viteze mari. Mai multe accidente fatale au avut loc și siguranța mașinii a fost pusă sub semnul întrebării. Drept urmare, mai multe modificări au avut loc, toate aceste modificări făcându-și loc și în cadrul modelului de serie, precum: spoiler pe aripa din spate, pentru a reduce forța de ridicare și modificarea suspensiilor vehiculului pentru a mări capacitatea virare strânsă. Motorul original de patru cilindrii i s-a alăturat un V6 de 3.2 L și 250 CP, la începutul lui 2003, care venea cu sistemul de tracțiune integrală quattro. În octombrie 2004, o cutie cu dublu ambreiaj DSG, care îmbunătățește accelerația prin reducerea timpului de schimbare a vitezelor, a început să fie livrat împreună cu o suspensie mai rigidă. 
Audi a dezvoltat la TT niște îmbunătățiri notabile, inclusiv un model "quattro Sport" cu o greutate scăzută, cu 240 de cai putere și o viteză maximă de 250 km/h, totuși, manevrabilitatea a fost considerată de mulți (inclusiv prezentatorul emisiunii de la BBC Top Gear, Jeremy Clarkson), că este "plictisitoare" și "asemenea unui vaci puse într-un costum de gală". Trebuie menționat că, manevrabilitatea TT-ului este în mod intenționat proiectată să se comporte în asemenea mod, pentru că vehiculele Audi sunt proiectate să sub-vireze (o caracteristică determinată din proiectarea sistemului de suspensie, efectul sistemului de tracțiune integrală quattro, și alți factori). Sub-virarea a fost descrisă ca o caracteristică mai sigură de condus, ceea ce îi ajută pe conducătorii auto fără experiență să prevadă și să controleze mai ușor traiectoria vehiculului. Autoturismele care au tendințe de supra-virare, de obicei mașinile cu tracțiune spate precum BMW și Mercedes sau mașinile americane de putere precum Ford Mustang sau Chevy Camaro, sunt mai dificil de manevrat pentru șoferii mai puțin experimentați. 
Din punct de vedere comercial, prima generație de TT a fost un succes răsunător al lui Audi în majoritatea țărilor în care a fost comercializat. Automobilul a atins audiențe largi de clienți, care nu se gândiseră până atunci să cumpere un Audi, și a reușit să lărgească publicul țintă, prin adăugarea tinerilor, și a femeilor. TT a fost în mode deosebit de mare succes în Marea Britanie și Statele Unite unde mașina a devenit un produs la modă, cu o cerere în creștere și cu liste de așteptare lungi.

## TT Mk2 (Type 8J, 2006–2014)
În august 2004, Audi a declarat că următoarea versiune a TT-ului va fi făcută din aluminiu și va intra în producție în 2007. Conceptul TT (Audi Shooting Brake) a fost prezentat la Tokyo Motor Show în 2005.  Acest concept avea muchii unghiulare și configurația era hatchback cu 2-uși.
Audi a prezentat noua generație de TT, intern intitulat Typ 8J, pe 6 aprilie 2006.  Este construit din aluminiu în față și din oțel în spate pentru a echilibra balanțele de greutate și este disponibil în variantele cu tracțiune față și tracțiune integrală.  Modelul de producție utilizează fie motorul V6 de 3.2 L cu 250 CP, fie motorul cu de 2.0 L cu 4 cilindri și cu injecție directă, de 200 CP.  Cunoscută ca FSI, Fuel Straight/Stratified Injection, tehnologia derivă de la mașinile din circuitul Le Mans care oferă un consum scăzut și o putere sporită. Cutia cu 6-viteze cu transmisie manuală este standard, iar DSG este opțională, iar transmisia integrală quattro este standards la motorul VR6. 
Noua suspensie activă a lui Audi, Audi Magnetic Ride, este disponibilă ca opțiune și este bazată pe MagneRide al lui Delphi (magneto rheological damper) (ce înseamnă că suspensia se auto-ajustează în funcție de condițiile de drum). Noul TT are un spoiler spate îmbunătățit care se extinde automat la viteze mai mari de 120 km/h, și care se retractează automat la viteze mai mici de 80 de km/h. Spoiler-ul poate fi controlat și manual de către conducătorul auto prin intermediul unui comutator de pe bord .  Este din nou disponibil în varianta 2+2 coupé și ca roadster.

### Modele de performanță
La Detroit Motor Show din 2008, Audi a prezentat TTS cu un motor 2.0TFSI care are 268 cp.  Se zvonește de asemenea că un și mai puternic TT-RS este în proiectare, folosindu-se un motor 2.5L turbo cu 5 cilindri, de 340 de CP.

## Premii
TT a fost nominalizat la premiul North American Car of the Year pentru anul 2000. A fost, de asemenea, pe lista revistei Car and Driver pentru anii 2000 și 2001.
Cea de-a doua generație a TT a fost onorată cu numeroase premii, inclusiv Drive Car of the Year, Top Gear Coupe of the Year 2006, Fifth Gear Car of the Year 2006, Autobild „Most Beautiful Car” și World Design Car of the Year 2007, precum și finalist pentru World Car of the Year.